# Frontière entre l'Ohio et la Virginie-Occidentale

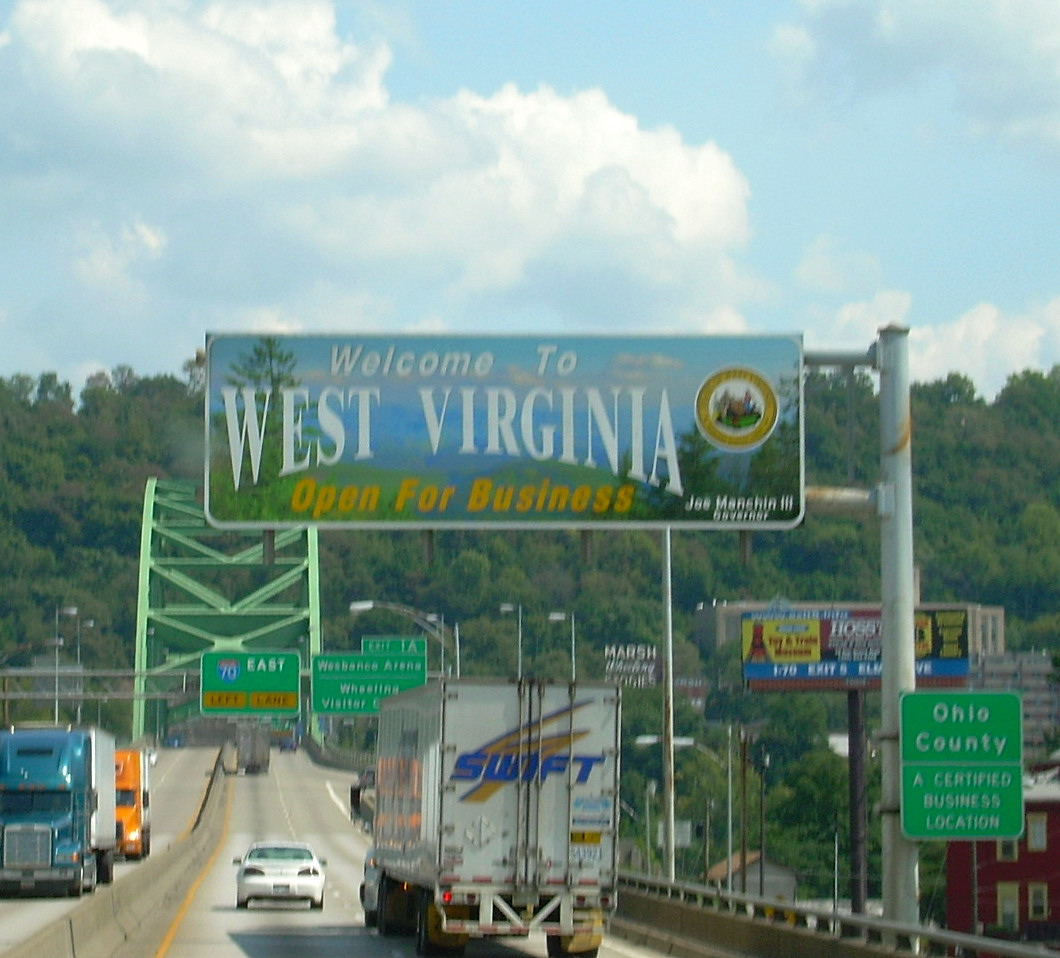
Entrée en Virginie-Occidentale depuis l'Ohio.

La frontière entre l'Ohio et la Virginie-Occidentale est une frontière intérieure des États-Unis délimitant les territoires de l'Ohio à l'ouest et la Virginie-Occidentale à l'est
Son tracé suit le cours de la rivière Ohio depuis sa confluence avec la Big Sandy jusqu'au méridien 80°31'17" de longitude ouest.